# Réservoir Nechako
Pour les articles homonymes, voir Nechako.
Le réservoir Nechako (en anglais Nechako Reservoir), parfois appelé officieusement réservoir du lac Ootsa (en anglais Ootsa Lake Reservoir), est un lac de barrage créé au début des années 1950 au centre-ouest de la province de Colombie-Britannique au Canada. Le réservoir alimente la centrale hydroélectrique de Kémano située sur le versant ouest de la Chaîne Côtière qui elle-même fourni l'électricité à l'aluminerie de Kitimat.

## Création du lac
Le réservoir Nechako a été créé au début des années 1950 lors de la construction du barrage Kenney Dam sur la rivière Nechako (Nechako River), un des principaux affluents du Fraser, au centre-ouest de la province de Colombie-Britannique au Canada. Il s'agit en fait d'un vaste complexe couvrant une surface de 90 000 hectares et constitué de plusieurs lacs ou cours d'eau reliés entre eux lors de la montée des eaux.
Le réservoir a été formé par l'amalgame de plusieurs lacs principaux : Ootsa, Tahtsa, Whitesail, Knewstubb, Eutsuk, Natalkuz et Tetachuck, ainsi que leurs diverses extensions et les différents cours d'eau qui les connectent.
L'objectif de la construction du barrage est de refluer les eaux d'une grande partie du bassin versant de la rivière Néchako vers la centrale hydroélectrique de Kémano via un tunnel traversant la Chaîne Côtière. L'électricité ainsi produite alimente l'usine Alcan de production d'aluminium située à Kitimat.
Le remplissage du réservoir a pris plusieurs années, et c'est seulement au printemps 1957 que le barrage a été considéré comme plein.

## Description
Le réservoir est globalement constitué de deux bras en forme d'arc de cercle, symétriques de part et d'autre d'un axe est-ouest. Le bras nord est formé par les lacs Ootsa et Whitesail, tandis que le bras sud est formé des lacs Natalkuz et Tetachuck. Le lac Tahtsa forme un appendice rattaché au bras nord et le lac Knewstubb forme la partie est du réservoir.
La terre ferme entre les deux bras est devenue une presqu'île et sa moitié ouest abrite le parc provincial et l'aire protégée de Tweedsmuir North où la nature est restée vierge et sauvage.
L'extrémité ouest (53° 36′ nord / 128° 40′ ouest) du réservoir est situé au lac Tahtsa, tandis que son extrémité est (53° 35′ nord / 124° 45′ ouest) correspond au lac Knewstubb.